# Список керівників держав 1079 року
Список керівників держав 1079 року — це перелік правителів країн світу 1079 року.
Список керівників держав 1078 року — 1079 рік — Список керівників держав 1080 року — Список керівників держав за роками

## Європа
- Англія
  - Король Англії — Вільгельм I Завойовник (1066—1087)
  - Корнволл — граф Роберт, граф де Мортен (1068—1084)
- Балканський півострів
  - Дукля — король Михайло I (1077—1081)
- Хорватія — Дмитар Звонимир (1076—1089)
- Білорусь
  - Полоцьке князівство — Всеслав Брячиславич (1071—1101; втретє)
  - Турівське князівство — Ярополк Ізяславич (1078—1086)
- Князь Новгородський — Святополк Ізяславич (1078—1088)
- Волзька Болгарія — Адам ібн Ашрафхан (1076—1118)
- Вельс
  - Королівство Гвент — Карадог ап Гріфід (1074—1081)
  - Королівство Гвінед — Трахеран ап Карадог (1075—1081)
  - Дехейбарт — Ріс ап Тевдур (1078—1093)
  - Морганнуг — Карадог ап Гріфід (1074—1081)
  - Королівство Повіс — Іорверт ап Бледін (1075—1103)
- Візантійська імперія — Никифор III Вотаніат (1078—1081)
  - Неаполітанське герцогство — Сергій V (1042–1082)
- Ірландія — верховний король Тойрделбах Ва Бріайн (1072—1086)
  - Айлех — Аед мак Нейлл (1068—1083)
  - Айргіалла — О'Баойгеллайн (1053—1087)
  - Дублін (королівство) — Муйрхертах Ва Бріайн (1075—1086)
  - Коннахт — Аед V МакАед Ін Гай Бернах (1067—1087)
  - Ленстер — Доннхад мак Домнайлл Ремайр (1075—1089)
  - Король Міде — Маел Сехнайлл Бан мак Конхобайр Сехлайнн (1073—1087)
  - Мунстер — Тойрделбах Ва Бріайн (1068—1086)
  - Улад — Аед Маредах О'хЕохада (1078—1080)
    - Конайлле Муйрхемне — Мак Ін Гейркке (1078—1081)
- Італія
  - Герцогство Апулія і Калабрія — Роберт Гвіскар (1057—1085)
  - Арборейський юдикат — Орцокко I (1070/1073-1100)
  - Венеційська республіка — дож Доменіко Сельво (1071—1084)
  - Кальярський юдикат — Орцокко Торхіторіо I (1058—1089)
  - Князівство Капуанське — Йордан I (1078—1091)
  - Князівство Беневентське — Роберт Гвіскар (1078—1081)
  - Герцогство Гаета — Годфрид (1068-1086)
  - Лорітелло — князь Роберт I (1061—1107)
  - Маркграфство Монферрат — Оттоне II (1044—1084)
  - Сиракузька тайфа — Ібн Аббад (1068—1087)
  - Графство Сицилія — Рожер I (1071—1091)
  - Янніська тайфа — Абу'л Касім ібн Хаммуд (1068—1087)
  - Маркгафство Тоскана — Матільда (1076—1115)
  - Торреський юдикат — Маріано I (1073—1082)
  - Принц-єпископство Тренто — Генрі I (1068—1082)
- Кавказ
  - Цар Картлі, Кахетії та Абхазії Георгій II (1072—1089)
  - Кахетинсько-Еретське царство — Аґсартан I (1058—1089)
- Німеччина
  - Маркграфство Австрія — Леопольд II (1075—1095)
  - Герцогство Баварія — Генріх IV (1077—1096)
  - Принц-єпископство Бріксен — Алтвін (1048/1049-1091)
  - Архієпископ Зальцбургу — Гебард (1060—1088/1090)
  - Герцогство Каринтія — Адальберо II (1064/1074-1082/1088)
  - Кельнське курфюрство — Сігевін (1078—1089)
  - Крайна (марка) — Поппо II (1070—1098)
  - Лужицька марка — Вратислав ІІ (1076—1081)
  - Архієпископ Майнца Зігфрід I (1059—1084)
  - Маркграфство Мейсен — Екберт II (1068—1087)
  - Ободрицький союз — Круто (1066—1093)
  - Герцогство Саксонія — Магнус I (1072—1106)
  - Саксонська марка — Генріх I Айленбурзький (1075—1103)
  - Герцогство Швабія — Рудольф Рейнфельденський (1057—1079); Фрідріх I (1079—1105)
  - Герцогство Шлезвіг — Олаф I (1058—1095)
- Піренейський півострів
  - Королівство Арагон — Санчо I (1063—1094)
  - Барселонське графство — Рамон-Беренгер II (1076—1082)
  - Графство Безалу — Бернардо II (1066—1085)
  - Королівство Галісія — Альфонсо VI (1073—1109)
  - Королівство Кастилія — Альфонсо VI (1072—1109)
  - Коїмбрське графство — Сеснандо Давідес (1064—1091)
  - Королівство Леон — король Леону Галісії та Астурії Альфонсо VI (1072—1109)
  - Альмерійська тайфа — Абу Ях'я Мухаммад аль-Мутасім (1052—1091)
  - Валенсійська тайфа — Абу-Бакр (1075—1085)
  - Гранадська тайфа — Абдаллах ібн Булуггін (1073—1091)
  - Денійська тайфа — до 1081 у складі Сарагоської тайфи
  - Кармонська тайфа — під контролем тайфи Севільї (1066/1067-1091)
  - Лорка (тайфа) — Абу аль-Асбах ібн Лаббун Сад ад-Давла (?-1091)
  - Майоркська тайфа — Абдаллах ібн аль-Муртада ібн Аглаб (1076—1093)
  - Малазька тайфа — Тамім ібн Булуггін (1073—1090)
  - Мурсійська тайфа — у складі Севільської тайфи до 1081 року
  - Сарагоська тайфа — Ахмад I аль-Муктадир (1046—1081)
  - Севільська тайфа — Аль-Мутамід (1069—1090)
  - Толедська тайфа — Ях'я II аль-Кадір (1075—1080)
  - Бадахоська тайфа — Яґ'я аль-Мансур (1068—1079); Мухаммад (1079—1093)
  - Королівство Наварра — Санчо V (1076—1094)
- Польща — Болеслав II Сміливий (1058—1079); Владислав I Герман (1079—1102)
- Скандинавія
  - конунґ данів — Гаральд III (1074—1080)
  - Король Норвегії Олаф III Спокійний (1066—1093)
  - Швеція — Гокан I Червоний (1070—1079/1087)
- Угорське князівство — король Владислав I Угорський (1077—1095)
- Україна — Київський князь Всеволод Ярославич (1078—1093)
  - Волинське князівство — Ярополк Ізяславич (1078—1087)
  - Переяславське князівство — Ростислав I (1078—1093)
  - Тмутороканське князівство — Роман Святославич (1070—1079); Всеволод Ярославич (1079—1081; номінально)
  - Чернігівське князівство — Володимир I Мономах (1078—1094)
- Королівство Франція — Філіп I (1059/1060-1108)
  - Герцогство Аквітанія — Ґійом VIII (1058—1086)
  - Арелатське королівство — Генріх IV (1056—1105)
  - Герцогство Бар — Тьеррі I (1073—1105)
  - Графство Булонь — граф Євстахій II (1049—1088)
  - Графство Бургундія — Вільгельм I Великий (1057—1087)
  - Графство Нант — Гоель II (1063/1066-1084)
  - Герцогство Аквітанія — герцог Вільгельм VIII (1058—1086)
  - Бретонське герцогство — Гоель II (1066—1084)
  - Голландія — Дірк V (1061—1091)
  - Ено (графство) — Балдуїн II (1070—1098)
  - Графство Ла Марш — Адальберт II (1047—1088)
  - Лімбург (герцогство) — Валеран I (1065—1081/1082)
  - Нижня Лотарингія — Конрад (1076—1101)
  - граф Лувену і маркграф Брюсселю Генріх III (1078—1095)
  - Люксембург (графство) — Конрад I (1059—1086)
  - Льєзьке єпископство — Генріх I Верденський (1076—1091)
  - Графство Мен — Гуго V д'Есте (1069—1093)
  - Монбельяр (графство) — Тьєррі I (1073—1105)
  - Монпельє (сеньйорія) — Бернат Гільйом IV де Монпельє (1068—1085)
  - Намюр (графство) — Альберт III (1063/1064—1102)
  - Нормандія — Вільгельм II (1035—1087)
  - Савойське графство — Амадей II (1078—1080)
  - Графство Тулуза — Вільгельм IV (1060—1094)
  - Урхельське графство — Ерменгол IV (1065—1092)
  - Фландрія — Роберт I Фризький (1071—1093)
  - Графство Фуа — Роже II де Фуа (1071/1074-1124)
- Хорватія — Дмитар Звонимир (1084/1076-1089)
- Чехія — князь Вратислав ІІ (1061—1092)
- Шотландія
  - Король Шотландії Малкольм III (1058—1093)
- Святий Престол; Папська держава — папа римський Григорій VII (1073—1085)
- Вселенський патріарх — Косьма I Єрусалиміт (1075—1081)
  - Тбіліський емірат — до 1122 правила рада старійшин

## Азія
- Візантійська імперія — Никифор III Вотаніат (1078—1081)
  - Едеса (фема) — Василь Апокап (1078—1083)
- Близький Схід
  - Фатіміди — Мустансир (1036—1094)
  - Багдадський халіфат — Абдуллах аль-Муктаді (1075—1094)
  - Шаріфат Мекки — Абул-Хашим ібн Мухаммед (1063—1094)
  - Наджахіди — до 1081 імовірно вакансія
  - Румський султанат — Сулейман ібн Кутулмиш (1077—1086)
  - Данішмендиди в Сівасі Данішменд Газі (1071—1104)
  - Царство Філарета Варажнуні — Філарет Варажнуні (1071—1086)
  - Сельджуцька імперія — Малік-шах (1072—1092)
  - Зіяриди — Кекавус (1043—1087)
  - Сулагіди — Аль-Мукаррам Ахмад (1067 або 1081—1086)
  - Держава Ширваншахів — Фарібурз I (1063—1096)
- Візантія
- Сюнікське царство — Григор I Ашотян (1051—1084)
- Ташир-Дзорагетська держава — Гурген II (Кюріке II; 1048—1089)
- Династія Лі — Лі Нян Тонг (1072—1128)
- Індія
  - Східні Ганги — Анантаварман Чодаганга (1078—1147)
  - магараджахіраджа Гаріяни Ананґпал II (1051—1081)
  - Гуджарадеша — Карнадева (1063/1064-1092)
  - Династія Какатіїв — Бета II (1075/1076-1108)
  - Камарупа — Джаяпала (1075—1100)
  - самраат Кашмірської держави (Династія Лохара) — Калаша (1063—1089)
  - Мевар (князівство) — до 1164 невідомо
  - Імперія Пала — Рамапала (1072—1126)
  - Держава Пандья — підкорено Чолою до 1190
  - Парамара — Удаядітья (1060—1097)
  - Полоннарува — Віджаябагу I (1055—1110)
  - Династія Сена — Ґемантасена (1070—1096)
  - Династія Тхакурі — Шанкарадева III (1067—1080)
  - Саканбарі — нріпа Віґрахараджа III (1070—1090)
  - Династія Сеунів — Сеуначандра II (1060—1085)
  - Держава Хойсалів — Хойсала Вінаядітья (1047—1098)
  - Західні Чалук'ї — Вікрамадітья II (1076—1126)
  - Східні Чалук'ї — Раджараджа II (1075—1079); Вішну-вардхан IX (1079—1102)
  - Чандела — магараджа Джеджа-Бхукті Кірті-варман (1060—1100)
  - магараджа держави Чеді й Дагали Яшагкарна (1073—1123)
  - Чола — Кулотунга Чола I (1070—1118)
- Індонезія
  - Кедірі (королівство) — Шрі Ітендракара (1051?-1112?)
  - Сунда — Ланглангбхумі (між 1064 і 1154)
  - Шривіджая — Кулотунга Чола I (1070/1077-1118)
- Китай
  - Далі — до 1081 невідомо
  - ідикут Кучі — до 1126 — невідомі
  - Династія Ляо — Єлюй Хунцзі (1055—1101)
  - Династія Сун — Чжао Сюй (1067—1085)
  - Західна Ся — Лі Бінчан (1068—1086)
- Корея
  - Корьо — Мунджон (1046—1083)
- Паганське царство — король Солу (1077—1084)
- Персія і Середня Азія
  - Баванди — Шахріяр IV (1074—1114)
  - Газневіди — Ібрагім I (1059—1099)
  - Какуїди — Алі (1070—1095)
  - Західнокараханідське ханство — Шамс уль-Мульк Наср (1068—1080)
  - Керманський султанат — Султан-шах (1074—1085)
  - Раввадіди — Ібрагім (? — до 1107)
  - шах Хорезму — Ануш-Тегін Ґарчаї (1077—1097)
  - Шеддадіди — Фадл (Фазлун) III ібн Фадл (l073/1075-1088/1089)
- Кхмерська імперія — Гаршаварман III (1066—1080)
- Сінгханаваті — Пхромкуман (1029—1089)
- Середня Азія
  - Східнокараханідське ханство — Гарун Богра-хан II (1075—1102)
- Японія — Імператор Сіракава (1073—1087)

## Африка
- Альморавіди — Абу-Бакр ібн Умар (1059—1087)
- Зіріди — Тамім ібн аль-Муїзз (1062—1108)
- Канем (імперія) — Шагін-бей (1067—1081)
- Кілва (султанат) — Алі ібн Дауд I (між 1023 і 1083)
- Макурія — Соломо (1077—1089)
- Нрі — Езе Нрі Іфікуанім (1043—1089/1090)
- Сосо (держава) — Камбіне Діаріссо (1076 — ?1100)
- Фатіміди — Мустансир (1036—1094)
- Хаммадіди — Ан-Насір ібн Алнас (1062—1088)

## Північна Америка
- Ацкапоцалько — ? до 1240
- Маяпанська ліга — ? до 1195